# Waffenstillstand im Gazastreifen 2025
Der Waffenstillstand im Gazastreifen 2025 sorgte für eine Pause der Kampfhandlungen und für die Freilassung von Geiseln und Gefangenen während des Kriegs in Israel und Gaza seit 2023. Die Waffenruhe begann am 19. Januar 2025 und endete am 18. März 2025, als Israel einseitig mit schweren Luftangriffen auf Ziele im Gazastreifen begann. Im Zuge des Waffenstillstands übergab die Hamas 33 Geiseln, 25 davon lebend. Israel entließ dafür 1.900 palästinensische Häftlinge.

## Hintergrund
Der Krieg in Israel und Gaza begann 2023 mit von der Hamas geplanten Terrorangriff auf Israel am 7. Oktober 2023, bei dem auch Geiseln in den Gazastreifen verschleppt wurden. In der Folge startete Israel eine Militäroperation, die große Teile der zivilen Infrastruktur in Gaza zerstörte und zu einer katastrophalen humanitären Lage führte.
Zwischen dem 24. November und dem 1. Dezember 2023 bestand bereits für acht Tage ein erster Waffenstillstand im Gazakrieg. In dieser Zeit hatte die Hamas 105 Geiseln freigelassen, 81 Israelis, 23 Thailänder und einen Philippiner. Israel hatte im Gegenzug 240 Palästinenser aus Gefängnissen entlassen.

## Verhandlungsprozess

### Verhandlungen im Mai 2024
Ab dem 4. Mai 2024 fand in Kairo eine Verhandlungsrunde zwischen Hamas-Vertretern und Vermittlern aus den USA, Ägypten sowie Katar statt. Diskutiert wurde ein Vorschlag Israels; er sah eine Einstellung der Kämpfe im Gazastreifen für 40 Tage vor, um israelische Geiseln gegen in Israel inhaftierte Palästinenser auszutauschen. Die israelische Regierung war nur zu einer befristeten Waffenruhe bereit; danach wollte sie den Krieg mit dem Ziel fortsetzen, die Hamas vernichtend zu schlagen. Die Hamas hingegen hatte ein Ende des Krieges sowie den Rückzug Israels aus dem Gazastreifen gefordert.
Die Vermittler waren in den Verhandlungen immer wieder an der Frage gescheitert, ob ein dauerhaftes Ende der Kämpfe im Gazastreifen vereinbart werden solle oder nur eine befristete Feuerpause. Da kein Kompromiss ausgehandelt werden konnte, seien die ägyptischen Unterhändler „gewissermaßen kreativ geworden“, berichtete der US-amerikanische Fernsehsender CNN. Ohne Israels ausdrückliche Zustimmung, hätten diese die von Israel gezogene Grenze für Verhandlungen „verwischt“, sodass die Hamas den Vorschlag der Vermittler am 6. Mai letztendlich akzeptieren konnte. Der ägyptische Vorschlag, dem die Hamas zugestimmt hatte, beinhaltete ein dreistufiges Abkommen, dessen zweite Phase eine dauerhafte Feuerpause beinhaltete. Netanjahu erklärte, der von der Hamas akzeptierte Vorschlag sei weit entfernt von Israels Vorstellungen. Zu einem Waffenstillstandsabkommen kam es zunächst nicht, die Verhandlungen wurden pausiert.

### Bidens Vorschlag für ein Waffenstillstandsabkommen
US-Präsident Joe Biden präsentierte daraufhin am 31. Mai 2024 einen dreistufigen Plan für eine Waffenruhe, den er ursprünglich als Initiative der israelischen Regierung vorstellte. Die Pläne beinhalteten:
- Phase 1 bestünde aus einer sechswöchigen Feuerpause und dem Abzug der israelischen Streitkräfte aus allen bewohnten Gebieten des Gazastreifens. Die Hamas würde einige Geiseln freilassen, darunter Frauen, ältere Menschen und Verletzte, im Austausch für die Freilassung hunderter palästinensischer Häftlinge in israelischen Gefängnissen. Auch die sterblichen Überreste einiger israelischer Geiseln würden an die Familien überführt. Palästinenser könnten an ihre Wohnorte in ganz Gaza zurückkehren. Hilfslieferungen würden auf 600 Lastwagen pro Tag angehoben werden. Währenddessen würden die Verhandlungen zwischen den Kriegsparteien fortgesetzt; bei Erfolg könnte Phase 2 beginnen.
- Phase 2 würde mit der Freilassung aller restlichen Geiseln der Hamas einschließlich männlicher Soldaten eingeleitet werden. Die israelischen Streitkräfte würden sich dann ganz aus Gaza zurückziehen. Einer vorübergehenden Waffenruhe könnte dann „eine dauerhafte Einstellung der Feindseligkeiten“ folgen.
- Phase 3 wäre die Rückführung etwaiger sterblicher Überreste israelischer Geiseln, der Wiederaufbau der Wohnhäuser, Schulen und Krankenhäuser im Gazastreifen mit der Unterstützung der USA und der internationalen Gemeinschaft sowie die Bildung einer palästinensischen Regierung ohne Beteiligung der Hamas.[10][11][12]

Israels Regierung bekannte sich öffentlich nicht zu dem Plan. Ein Berater von Israels Premierminister Netanjahu sagte gegenüber der britischen Sunday Times, der Deal sei zwar „kein guter Deal“, habe aber in den Verhandlungen die Unterstützung Israels erhalten. Netanjahu selbst erteilte einem dauerhaften Waffenstillstand eine Absage, solange die militärischen Kapazitäten der Hamas und deren Fähigkeiten zum Regieren nicht zerstört seien. Die rechtsextremen Koalitionspartner Netanjahus bestanden darauf, den Krieg so lange fortzusetzen, bis die Hamas vollständig vernichtet sei und drohten damit, die Koalition andernfalls zu verlassen. Die Hamas reagierte positiv auf Bidens Vorschlag und begrüßte insbesondere die Aussicht auf einen dauerhaften Waffenstillstand.
Der UN-Sicherheitsrat unterstützte am 10. Juni 2024 mit der Resolution 2735 den Waffenstillstandsvorschlag Bidens.

### Verhandlungen im August 2024 und weitere Entwicklungen
In Doha, der Hauptstadt des Emirats Katar, begann am 15. August 2024 eine weitere Verhandlungsrunde über ein Waffenstillstandsabkommen. An den Gesprächen nahmen unter anderem CIA-Chef William Joseph Burns, Katars Ministerpräsident Mohammed bin Abdulrahman Al Thani, Ägyptens Geheimdienstchef Abbas Kamel sowie aus Israel Mossad-Chef David Barnea und Shin Bet-Direktor Ronen Bar teil. Die Hamas selber nahm an den Gesprächen nicht teil. Am 16. August wurden die Verhandlungen auf die kommende Woche vertagt; die Vermittler sprachen von einer „positiven Atmosphäre“.
Die Verhandlungen über einen Waffenstillstand wurden am 25./26. August in Kairo fortgesetzt, endeten aber erneut ohne Ergebnis. Insbesondere konnte keine Einigung in der Frage erzielt werden, ob Israel während einer Feuerpause den Philadelphi-Korridor und somit das Grenzgebiet Gazas zu Ägypten militärisch kontrollieren dürfe. Israels Ministerpräsident Netanjahu hatte mehrfach betont, sein Land wolle den Philadelphi-Korridor dauerhaft kontrollieren. Den Vorschlag Bidens, sich in der ersten Phase eines Waffenstillstands aus dem Korridor zurückzuziehen, lehnte er ab.
Innerhalb der israelischen Regierung herrschte Mitte August 2024 öffentlich Uneinigkeit über den Abschluss eines Abkommens mit der Hamas für eine Waffenruhe und die Freilassung der verbleibenden Geiseln. Bei einem Briefing eines Parlamentsausschusses hatte Verteidigungsminister Joaw Galant israelischen Medienberichten zufolge geäußert: „Der Grund dafür, dass ein Geisel-Abkommen ins Stocken geraten ist, liegt zum Teil an Israel“. Gallant habe gesagt, dass Israel die Wahl zwischen einem Abkommen über eine Waffenruhe, welche die Konflikte im Norden mit der libanesischen Hisbollah-Miliz und im Gazastreifen beenden könnte, oder einer Eskalation des Kriegs habe. Das israelische Militär und er als Verteidigungsminister unterstützten die erstgenannte Option. Netanjahu reagierte auf die Äußerungen Gallants mit einer Stellungnahme, in der er ihm vorwarf, dass Gallant mit der Übernahme des „Anti-Israel-Narrativs“ die Chancen auf ein „Abkommen zur Geisel-Befreiung“ schmälern würde. Er sehe im Chef der Hamas, Yahya Sinwar, das „einzige Hindernis“, das einem Waffenstillstandsabkommen entgegenstehen würde – Israels einzige Wahl bestehe darin, „den totalen Sieg [über die Hamas] zu erringen“.
Anfang September 2024 berichte die israelische Zeitung Haaretz unter Berufung auf eine anonyme Quelle aus Regierungskreisen, Netanjahu habe sich auf Druck seiner rechtsextremen Koalitionspartner gegen den Abschluss eines Waffenstillstandsabkommens entschieden.
Auch an der Bereitschaft der Hamas zum Abschluss eines Abkommens wurden im Herbst 2024 Zweifel laut. US-Beamte vermuteten laut der New York Times, Yahya Sinwar habe stattdessen auf den Ausbruch eines größeren Krieges in der Region unter Beteiligung Irans gehofft, der militärischen Druck auf Israel ausübe.

### Finale Verhandlungen
Am 15. Januar 2025 wurde schließlich der Abschluss eines Waffenstillstandsabkommens zwischen der Hamas und Israel verkündet; vorausgegangen waren mehrwöchige Verhandlungen in Doha.
Das Waffenstillstandsabkommen wurde vom ehemaligen US-Präsidenten Joe Biden und dem derzeitigen Präsidenten der Vereinigten Staaten Donald Trump politisch vorangetrieben und von deren jeweiligen Nahost-Gesandten Brett McGurk bzw. Steve Witkoff vermittelt.

## Bestimmungen des Waffenstillstandsabkommens
Im Rahmen des Abkommens war nicht nur ein Geiselaustausch zwischen Israel und der Hamas vorgesehen, sondern es sollte internationalen Hilfsorganisationen auch möglich sein, humanitäre Hilfsgüter in den Gazastreifen zu bringen. Ziel der Waffenstillstandsverhandlungen war es gewesen, die Freilassung aller noch in den Händen der Hamas befindlichen Geiseln, einschließlich der Rückführung der noch im Gazastreifen befindliche toten Israelis, einen dauerhafter Waffenstillstand zwischen der Hamas, den mit ihr verbündeter palästinensischer Gruppierungen und Israel sowie den kompletten Abzug der israelischen Armee (IDF) aus dem von Israel besetzten palästinensischen Autonomiegebiet Gazastreifen zu erreichen.
Zwischen den Kriegsparteien war vereinbart worden, das Waffenstillstandsabkommen in drei Phasen umzusetzen:
- In der erste Phase des Abkommens verpflichteten sich die Kriegsparteien einen Waffenstillstand ab 19. Januar 2025 einzuhalten, der zunächst auf 42 Tagen befristet war. Während des Waffenstillstands sollte ein Austausch von im Gazastreifen in Geiselhaft befindlichen Israelis gegen in Israel inhaftierte Palästinenser stattfinden. 33 der noch im Gazastreifen in Geiselhaft befindlichen 98 Israelis, sollten im Austausch gegen 1904 bisher in Israel inhaftierte Palästinenser freikommen.[30] Außerdem war der Abzug der israelischen Armee aus den dicht besiedelten Gebieten des Gazastreifens ebenso wie aus dem Netzarim-Korridor, der den Süden vom Norden Gazas trennt, im Abkommen vorgesehen. Die in den Süden Gazas geflohenen Einwohner sollten nach Abzug der israelischen Truppen ungehindert in ihre Wohngebiete im Norden des Küstenstreifens zurückkehren können.[31][29]
- In der zweiten Phase des Abkommens sollten am 16. Tag nach dessen Inkrafttreten weitere Verhandlungen zwischen den Kriegsparteien erfolgen. Der in der ersten Phase des Abkommens in Kraft getretene Waffenstillstand sollte solange andauern, bis diese Verhandlungen beendet wurden – auch wenn diese länger als sechs Wochen andauern sollten. Ziel der Verhandlungen sollte der Abschluss einer Vereinbarung sein, in welcher festzulegen war, unter welchen Bedingungen die nach der ersten Phase des Waffenstillstandsabkommen noch in Geiselhaft verbliebenen Israelis von der Hamas freigegeben werden sollten. Des Weiteren sollten Vereinbarungen über einen zeitlich unbefristeten Waffenstillstand getroffen werden und die Bedingungen für den vollständigen Abzug des israelischen Armee aus dem Gazastreifen verhandelt werden.[29]
- In einer dritten Phase des Abkommens sollte über die Übergabe aller in den Händen der Hamas noch verbliebenen toten Israelis zwischen den Kriegsparteien verhandelt werden. Auch der Wiederaufbau des Gazastreifens sollte während dieser Phase der Waffenstillstandsvereinbarung begonnen und von Ägypten, Katar und den Vereinten Nationen (UN) überwacht werden.[29]

## Umsetzung
Der Waffenstillstand trat am 19. Januar 2025 um 10:15 Uhr (MEZ) in Kraft.
Von den noch im Gazastreifen inhaftierten Geiseln wurden am 19. Januar Doron Steinbrecher, Emily Damari und Romi Gonen aus der Geiselhaft im Gazastreifen freigelassen. Im Gegenzug wurden 90 palästinensische Häftlinge, die meisten von ihnen Frauen und Minderjährige, aus israelischen Haftanstalten entlassen. Laut dem Welternährungsprogramm der Vereinten Nationen brachten knapp 200 Lastwagen Hilfsgüter über den Grenzübergang Kerem Schalom im Süden und den Grenzübergang Sikim im Norden des Gazastreifens in das Kriegsgebiet.
Am 25. Januar ließ die Hamas die vier Soldatinnen Liri Albag, Naama Levy, Karina Ariev und Daniella Gilboa frei. Im Gegenzug wurden etwa 200 Palästinenser aus israelischer Haft entlassen.
Nachdem die IDF den monatelang gesperrten Korridor, der den Gazastreifen in Nord- und Südgaza teilt, am 27. Januar geöffnet hatte, machten sich zehntausende Palästinenser aus den ihnen von der IDF zugewiesenen Evakuierungsgebieten im Süden Gazas auf den Weg in ihre Heimatorte im Norden des Gazastreifens. Ein Vertreter der Hamas sagte der Nachrichtenagentur AFP, dass in den ersten zwei Stunden nach Öffnung des Netzarim-Korridors bereits „mehr als 200.000 Vertriebene“ in den Norden Gazas zurückgekehrt seien; am Abend sollen es bereits 300.000 gewesen sein.
Am 30. Januar 2025 wurden die Deutsch-Israelin Arbel Yehoud, der Israeli Gadi Mozes und die israelische Soldatin Agam Berger nach 482 Tagen aus der Geiselhaft im Gazastreifen freigelassen und vom Roten Kreuz wieder nach Israel gebracht. Außerdem kamen die fünf thailändische Gastarbeiter Thenna Pongsak, Sathian Suwannakham, Sriaoun Watchara, Seathao Bannawat und Rumnao Surasak im Rahmen einer Vereinbarung zwischen Thailand und der Hamas frei. Die Israelis Yehoud und Mozes wurden zusammen mit den fünf thailändischen Geiseln unter „chaotischen“ Umständen in Chan Junis vor dem zerstörten Haus des getöteten Hamas-Führers Yahya Sinwar an das Rote Kreuz übergeben. Aus Protest verzögerte Israel daraufhin die mit der Hamas vereinbarte Freilassung von 110 Palästinensern aus israelischen Haftanstalten.
Drei weitere Geiseln, die von der Hamas festgehaltenen israelischen Geiseln Ofer Kalderon, Jarden Bibas und Keith Siegel kamen am 1. Februar 2025 frei. Im Gegenzug für die drei Männer sollten 183 Palästinenser aus israelischen Haftanstalten freikommen; darunter neun Gefangene, die ursprünglich zu lebenslangen Haftstrafen verurteilt worden waren. 111 der Freigelassenen waren nach dem von der Hamas zu verantwortenden Terrorangriff auf Israel am 7. Oktober 2023 inhaftiert worden; wie sich herausgestellte, waren sie jedoch nicht daran beteiligt.
Am 1. Februar 2025 wurde während des Waffenstillstands auch der Grenzübergang in Rafah wieder geöffnet. Wie die Nachrichtenagentur Reuters berichtete, sollten bis zu 100 verwundete Palästinenser und deren Begleitpersonen mit einem Bus der Weltgesundheitsorganisation (WHO) über den Grenzübergang nach Ägypten gebracht werden. Nach israelischen Luftangriffen auf die palästinensische Seite des Grenzübergangs war dieser am 19. Oktober 2023 bis auf Weiteres geschlossen worden.
Wie für die erste Phase des Waffenstillstands vereinbart, zog die israelische Armee (IDF) am 9. Februar 2025 ihre Truppen aus dem Netzarim-Korridor vollständig ab. Vor dem Rückzug aus dem Netzarim-Korridors hatte die Terrororganisation die drei Männer Eli Scharabi, Ohad Ben Ami und Or Levy aus der Geiselhaft entlassen.
Am 9. Februar 2025 traf eine israelische Delegation im Emirat Katar ein, um Gespräche mit den Vermittlern der Hamas über eine Fortsetzung des Waffenstillstands nach Ende von dessen erster Phase zu führen. Angehörige der noch im Gazastreifen festgehaltenen Geiseln warfen der Regierung Netanjahu vor, die nächste Gesprächsrunde nicht mit angemessener Entschlossenheit anzugehen. Wie israelische Medien unter Berufung auf Regierungskreise berichteten, habe der israelische Ministerpräsident die Unterhändler der israelischen Regierung angewiesen, zunächst nur über „technische Einzelheiten“ zu verhandeln.
Die Hamas und der Islamische Dschihad ließen am 15. Februar die drei Geiseln Alexander Trufanov, Sagui Dekel-Chen und Iair Horn frei. Israel ließ im Gegenzug 369 inhaftierte Palästinenser, darunter 36 zu lebenslanger Haft verurteilte, frei.
Am 20. Februar übergab die Hamas die Leichname der Geiseln Kfir Bibas, Ariel Bibas und Oded Lifshitz an Israel. Am Folgetag wurde auch die Leiche von Schiri Bibas nach Israel überstellt (siehe auch: Entführung der Familie Bibas).
Am 22. Februar ließ die Hamas sechs weitere Geiseln frei, darunter die am 7. Oktober 2023 entführten Elija Cohen, Omer Schem-Tov, Omer Wenkert und Tal Schoham. Die ebenfalls freigelassenen Hischam al-Sajid und Avera Mengistu befanden sich seit einem Jahrzehnt im Gazastreifen, nachdem sie die Grenze auf eigene Faust überquert hatten. Die Umstände der Freilassungen wurden von Israels Regierung als „demütigende Zeremonie“ kritisiert, nachdem die Geiseln von auf einer Bühne einer Menschenmenge vorgeführt wurden. Israel setzte in Reaktion die geplante Freilassung von 620 inhaftierten Palästinensern aus.
Die sterblichen Überreste von vier weiteren getöteten Geiseln wurden am 26. Februar an Israel übergeben. Israel ließ im Gegenzug in der auf den 27. Februar 642 palästinensische Gefangene frei.
Am 1. März 2025 endete die ersten Phase des zwischen Israel und der Hamas geschlossenen Waffenstillstandsabkommens. Wie zwischen den Kriegsparteien vereinbart, kamen 33 Geiseln frei – 25 lebend und acht tot. Aus israelischer Haft kamen vereinbarungsgemäß über 1.900 Palästinenser frei.
In der zweiten Phase des Abkommens sollten zwischen den Kriegsparteien auch die Bedingungen für die Freilassung der nach der ersten Phase des Waffenstillstandsabkommens noch in Geiselhaft der Hamas verbliebenen 59 Israelis ausgehandelt werden – dazu kam es jedoch nicht. Nach israelischen Geheimdienstinformationen sollen von den 59 Geiseln noch 24 am Leben gewesen sein, während 35 vermutlich in Gefangenschaft ermordet oder am 7. Oktober 2023 bereits tot in den Gazastreifen verschleppt wurden.
Den eigentlich am 1./2. März 2025 vorgesehenen Abzug der israelischen Armee aus dem Philadelphi-Korridor, der den Süden des Gazastreifens von der Grenze zu Ägypten trennt, lehnte Israel inzwischen offen ab.

## Ende und Wiederaufnahme der Kampfhandlungen
Nach Ablauf der 42-tätigen ersten Phase herrschte Uneinigkeit über die Fortsetzung des Waffenstillstandes. Während die Hamas einen sofortigen Übergang in die vereinbarte zweite Phase des Abkommens forderte, lehnte Israel dies ab. Israel schlug stattdessen eine Verlängerung der ersten Phase für weitere 42 Tage vor, in denen weitere israelische Geiseln im Gegenzug für palästinensische Gefangene freikommen würden. Hamas lehnte diesen Vorschlag ab und forderte stattdessen Gespräche über einen dauerhaften Waffenstillstand inklusive Abzug der israelischen Streitkräfte aus dem Gazastreifen ein. Israel reagierte darauf, indem es die Einfuhr sämtlicher Güter, inklusive humanitärer Hilfslieferungen, in den Gazastreifen blockierte. Außerdem stoppte Israel am 9. März 2025 die Stromlieferungen in den Gazastreifen. Davon betroffen war auch die Stromversorgung einer Meerwasserentsalzungsanlage in Deir el-Balah.
Am 18. März 2025 beendete Israel einseitig mit schweren Luftangriffen auf Ziele im Gazastreifen den Waffenstillstand, ohne dass Verhandlungen über wesentliche in der zweiten Phase des Waffenstillstandsabkommens geplante Inhalte geführt worden sind. International wurde der Bruch des Waffenstillstandsabkommens scharf kritisiert: Australien und China zeigten sich bestürzt, UN-Generalsekretär Antonio Guterres „geschockt“, Russland warnte vor einer Gewaltspirale. Harsche Kritik kam auch aus Irland, Ägypten, Katar, Saudi-Arabien, Iran, Jordanien, der Türkei, von der Palästinensischen Autonomiebehörde sowie von der EU. Ein Funktionär der Hamas erklärte, die Wiederaufnahme der Kämpfe sei ein „Todesurteil“ für die Geiseln. Bereits von der Hamas freigelassene Geiseln und die Angehörigen der z. Z. noch in Geiselhaft der Terrororganisation befindlichen Israelis reagierten entsetzt auf das Ende des Waffenstillstands. Die Vermittler aus Ägypten und Katar bemühten sich weiterhin um einen erneuten Waffenstillstand im Gazastreifen. Der israelische Verteidigungsminister, Israel Katz, hingegen erklärte, dass Israel den Kampf gegen die Hamas vorerst nicht einstellen werde.
Die IDF begannen am 19. März 2025 mit einer erneuten Bodenoperation im Norden Gazas. Auch über den Netzarim-Korridor, der das nördliche Drittel des Gazastreifens, einschließlich Gaza-Stadt, vom Rest des Küstenstreifens abschneidet und wie auch der Philadelphi-Korridor von der israelischen Grenze bis zum Mittelmeer verläuft, übernahm die IDF wieder die Kontrolle.

## Reaktionen
Israels Polizeiminister Itamar Ben-Gvir verließ aus Protest gegen den Waffenstillstand die Israelische Koalitionsregierung unter Premierminister Benjamin Netanjahu; Netanjahus Regierungskoalition hatte jedoch weiterhin eine Stimmenmehrheit in der Knesset.
Ronen Bar, der Leiter des israelischen Inlandsgeheimdienstes Schin Bet, berichtete dem israelischen Sicherheitskabinett im Januar 2025, dass 82 % der 1024 Terroristen, die 2011 im Austausch für den als Geisel in Gaza inhaftierten Soldaten Gilad Shalit freigelassen wurden, „zum Terrorismus zurückgekehrt“ seien. Unter ihnen war auch Yahya Sinwar, der inzwischen getötete Organisator des Terrorangriff der Hamas auf Israel am 7. Oktober 2023. Um die Art der Gefahr für Israel zu verdeutlichen, die von den nach dem Waffenstillstandsabkommen freizulassenden Terroristen und Mördern ausgehe, hat die Organisation Palestinian Media Watch am 27. Januar eine Liste mit 80 Namen herausgegeben – inklusive der Beschreibungen einiger, der von den Genannten begangenen Gewaltverbrechen.